# Gian Piero Gasperini
Gian Piero Gasperini (* 26. leden 1958, Grugliasco, Itálie) je bývalý italský fotbalový záložník. Od roku 2003 je trenérem a od sezony 2016/17 vede italský Řím.

## Fotbalová kariéra
Vyrůstal v mládežnickém sektoru Juventusu od svých 9 let. V roce 1977 odehrál první utkání mezi dospělými v italském poháru. Poté byl zapůjčen do třetiligové Reggiany. V létě 1978 přestoupil do druholigového Palerma, kde prohrál finále v italském poháru 1978/79. Za Palermo odehrál za pět sezon celkem 141 utkání a vstřelil 12 branek, vše ve druhé lize.
Po dvou sezónách hraných s Cavese a Pistoiese se přestěhoval do Pescary, se kterou v sezoně 1986/87 vyhrál postup do nejvyšší ligy. V těchto letech byl kapitánem mužstva. Zde působil do roku 1990. Odehrál zde v pěti sezonách 184 utkání a vstřelil 25 branek.
Poté odešel do druholigové Salernitany, kde odehrál jednu sezonu a fotbalovou kariéru ukončil ve Vis Pesaro v roce 1993, ve věku 35 let.

## Trenérská kariéra

### Crotone
V letech 1994 až 2003 působil v Juventusu coby trenér mládeže. V roce 2003 se stal trenérem třetiligového Crotone a díky vítězství v play off slavil postup do druhé ligy. Klub vedl do prosince 2004, kdy byl odvolán. Jenže v dubnu 2005 byl opět do klubu přiveden a zůstal zde do konce sezony 2005/06.

### Janov
V létě roce 2006 se stal trenérem Janova. Hned slavil postup do nejvyšší ligy v červnu 2007. V první sezoně v nejvyšší lize skončil v tabulce na 10. místě. Do poslední chvíle si udržoval naděje na kvalifikaci pro Evropské poháry. V následující sezoně již skončil na 5. místě a kvalifikoval se do EL, kterou zakončili v základní skupině. V listopadu 2010, poté co začal v lize s pouhými 11 body za 10 dní, byl vyhozen a nahrazen Ballardinim.

### Inter
V létě 2011 podepsal dvouletou smlouvu s Interem, čerstvě po vítězství na mistrovství světa klubů. Prožil velmi špatný začátek. Zaznamenal prohru v derby s Milánen o italský superpohár a v lize a LM ze čtyř utkání tři prohrál a tak v září 2011 byl propuštěn a nahrazen Ranierim. A tak se stal trenérem Interu co nevyhrál žádné utkání.

### Palermo a návrat do Janova
V září 2012 po 4. kole se stal trenérem Palerma. Klub vedl do února 2013, kdy jej vystřídal Alberto Malesani. Jenže za 20 dní se do klubu opět, sice nakrátko vrátil.
V září 2013 se po třech letech vrátil do Janova, podepsal tříletou smlouvu. V první sezoně s klubem obsadil 14. místo a v sezoně 2014/15 dokonce 6. místo, které zaručovalo Evropské poháry. Jenomže UEFA jim neudělila licenci a tak poháry nesměly hrát. Před následující sezoně s ním klub prodloužil smlouvu, ale po 11. místě se klub rozhodl smlouvu ukončit.

### Atalanta
Dne 14. června 2016, byl jmenován trenérem Atalanty. Senzačně s klubem skončí v sezoně 2016/17 na 4. místě a kvalifikuje se do EL, kterou zakončí v šestnáctifinále.
Velkým úspěchem byla sezona 2018/19. V lize obsadil 3. místo, což jej zařadilo do LM a také vedl klub ve finále v italském poháru, které prohráli s Laziem. V LM postoupil do čtvrtfinále, když prohrál 1:2 z Paris Saint-Germain FC. V lize opět obsadil 3. místo a zaznamenal 78 bodů, což byl klubový rekord a s 98 brankami byl nejlepším klubem v lize. Byl vyhlášen nejlepším trenérem ligy.
Také sezona 2020/21 byl úspěšná. V lize opět, již potřetí v řadě obsadil 3. místo. Vyrovnal klubový rekord (78 bodů) a opět byl (90 branek) nejlepším střílejícím klubem v lize. Také se dostal do finále v italském poháru, které prohráli s Juventusem. V LM se dostali do osmifinále, kde byli vyřazeni Realem.
Sezona 2021/22 byla propadová. S klubem se během sezony v lize trápil a nakonec se umístili na 8. místě. Dokonce se proslýchalo o výměně trenéra, nakonec zůstal. V sezoně 2023/24 vyhrál Evropskou ligu UEFA a kvalifikoval se do LM. Aby získal nový impulz, rozhodl se po sezóně 2024/25 odejít z Atalanty.

### Řím
Dne 6. června 2025, byl na klubovém Instagramu představen trenérem AS Řím.

## Trenérská statistika
| Sezóna             | Klub               | Liga               | Liga   | Liga  | Liga   | Liga   | Liga                            | Národní poháry | Národní poháry | Národní poháry | Národní poháry | Národní poháry | Národní poháry   | Kontinentální poháry | Kontinentální poháry | Kontinentální poháry | Kontinentální poháry | Kontinentální poháry | Kontinentální poháry | Celkem | Celkem | Celkem | Celkem |
| Sezóna             | Klub               | Soutěž             | Zápasy | Výhry | Remízy | Prohry | Umístění                        | Soutěž         | Zápasy         | Výhry          | Remízy         | Prohry         | Úspěch           | Soutěž               | Zápasy               | Výhry                | Remízy               | Prohry               | Úspěch               | Zápasy | Výhry  | Remízy | Prohry |
| ------------------ | ------------------ | ------------------ | ------ | ----- | ------ | ------ | ------------------------------- | -------------- | -------------- | -------------- | -------------- | -------------- | ---------------- | -------------------- | -------------------- | -------------------- | -------------------- | -------------------- | -------------------- | ------ | ------ | ------ | ------ |
| 2003/04            | Crotone            | Serie C1           | 34+4   | 19+2  | 8+1    | 7+1    | 2. místo (postup)               | IP             | 0              | 0              | 0              | 0              | -                | -                    | 0                    | 0                    | 0                    | 0                    | -                    | 38     | 21     | 9      | 8      |
| 2004/05            | Crotone            | Serie B            | 25     | 8     | 9      | 8      | Trenér od 1.-16. a 34.-42. kola | IP             | 3              | 1              | 1              | 1              | -                | -                    | 0                    | 0                    | 0                    | 0                    | -                    | 28     | 9      | 10     | 9      |
| 2005/06            | Crotone            | Serie B            | 42     | 18    | 9      | 15     | 9. místo                        | IP             | 2              | 1              | 0              | 1              | -                | -                    | 0                    | 0                    | 0                    | 0                    | -                    | 44     | 19     | 9      | 16     |
| Celkem za Crotone  | Celkem za Crotone  | Celkem za Crotone  | 105    | 47    | 27     | 31     | -                               | -              | 5              | 2              | 1              | 2              | -                | -                    | 0                    | 0                    | 0                    | 0                    | -                    | 110    | 49     | 28     | 33     |
| 2006/07            | Janov              | Serie B            | 42     | 23    | 9      | 10     | 3. místo (postup)               | IP             | 5              | 3              | 0              | 2              | -                | -                    | 0                    | 0                    | 0                    | 0                    | -                    | 47     | 26     | 9      | 12     |
| 2007/08            | Janov              | Serie A            | 38     | 13    | 9      | 16     | 10. místo                       | IP             | 2              | 1              | 0              | 1              | -                | -                    | 0                    | 0                    | 0                    | 0                    | -                    | 40     | 14     | 9      | 17     |
| 2008/09            | Janov              | Serie A            | 38     | 19    | 11     | 8      | 5. místo                        | IP             | 3              | 2              | 0              | 1              | -                | -                    | 0                    | 0                    | 0                    | 0                    | -                    | 41     | 21     | 11     | 9      |
| 2009/10            | Janov              | Serie A            | 38     | 14    | 9      | 15     | 9. místo                        | IP             | 1              | 0              | 0              | 1              | -                | EL                   | 8                    | 3                    | 2                    | 3                    | -                    | 47     | 17     | 11     | 19     |
| 2010               | Janov              | Serie A            | 10     | 3     | 2      | 5      | Propuštěn v lis.                | IP             | 1              | 1              | 0              | 0              | -                | -                    | 0                    | 0                    | 0                    | 0                    | -                    | 11     | 4      | 2      | 5      |
| 2011               | Inter              | Serie A            | 3      | 0     | 1      | 2      | Propuštěn v zář.                | IP+IS          | 0+1            | 0              | 0              | 0+1            | -                | LM                   | 1                    | 0                    | 0                    | 1                    | -                    | 5      | 0      | 1      | 4      |
| 2012/13            | Palermo            | Serie A            | 22     | 3     | 8      | 11     | Trenér od 4.-23. a 27.-28. kola | IP             | 1              | 0              | 0              | 1              | -                | -                    | 0                    | 0                    | 0                    | 0                    | -                    | 23     | 3      | 8      | 12     |
| 2013/14            | Janov              | Serie A            | 32     | 10    | 10     | 12     | Nastoupil v říj. 14. místo      | IP             | 0              | 0              | 0              | 0              | -                | -                    | 0                    | 0                    | 0                    | 0                    | -                    | 32     | 10     | 10     | 12     |
| 2014/15            | Janov              | Serie A            | 38     | 16    | 11     | 11     | 6. místo                        | IP             | 2              | 1              | 0              | 1              | -                | -                    | 0                    | 0                    | 0                    | 0                    | -                    | 40     | 17     | 11     | 12     |
| 2015/16            | Janov              | Serie A            | 38     | 13    | 7      | 18     | 11. místo                       | CI             | 1              | 0              | 0              | 1              | -                | -                    | 0                    | 0                    | 0                    | 0                    | -                    | 39     | 13     | 7      | 19     |
| Celkem za Janov    | Celkem za Janov    | Celkem za Janov    | 274    | 111   | 68     | 95     | -                               | -              | 15             | 8              | 0              | 7              | -                | -                    | 8                    | 3                    | 2                    | 3                    | -                    | 297    | 122    | 70     | 105    |
| 2016/17            | Atalanta           | Serie A            | 38     | 21    | 9      | 8      | 4. místo                        | IP             | 3              | 2              | 0              | 1              | -                | -                    | 0                    | 0                    | 0                    | 0                    | -                    | 41     | 23     | 9      | 9      |
| 2017/18            | Atalanta           | Serie A            | 38     | 16    | 12     | 10     | 7. místo                        | IP             | 4              | 2              | 0              | 2              | semifinále       | EL                   | 8                    | 4                    | 3                    | 1                    | -                    | 50     | 22     | 15     | 13     |
| 2018/19            | Atalanta           | Serie A            | 38     | 20    | 9      | 9      | Bronzová medaile                | IP             | 5              | 3              | 1              | 1              | Stříbrná medaile | EL                   | 6                    | 3                    | 3                    | 0                    | -                    | 49     | 26     | 13     | 10     |
| 2019/20            | Atalanta           | Serie A            | 38     | 23    | 9      | 6      | Bronzová medaile                | IP             | 1              | 0              | 0              | 1              | -                | LM                   | 9                    | 4                    | 1                    | 4                    | -                    | 48     | 27     | 10     | 11     |
| 2020/21            | Atalanta           | Serie A            | 38     | 23    | 9      | 6      | Bronzová medaile                | IP             | 5              | 3              | 1              | 1              | Stříbrná medaile | LM                   | 8                    | 3                    | 2                    | 3                    | -                    | 51     | 29     | 12     | 10     |
| 2021/22            | Atalanta           | Serie A            | 38     | 16    | 11     | 11     | 8. místo                        | IP             | 2              | 1              | 0              | 1              | -                | LM+EL                | 6+6                  | 1+4                  | 3+1                  | 2+1                  | -                    | 52     | 22     | 15     | 15     |
| 2022/23            | Atalanta           | Serie A            | 38     | 19    | 7      | 12     | 5. místo                        | IP             | 2              | 1              | 0              | 1              | Čtvrtfinále      | -                    | 0                    | 0                    | 0                    | 0                    | -                    | 40     | 20     | 7      | 13     |
| 2023/24            | Atalanta           | Serie A            | 38     | 21    | 6      | 11     | 4. místo                        | IP             | 5              | 3              | 0              | 2              | Stříbrná medaile | EL                   | 13                   | 8                    | 4                    | 1                    |                      | 56     | 32     | 10     | 14     |
| 2024/25            | Atalanta           | Serie A            | 38     | 22    | 8      | 8      | Bronzová medaile                | IP+IS          | 2+1            | 1+0            | 0+0            | 1+1            | -                | LM                   | 10                   | 4                    | 3                    | 3                    | -                    | 52     | 27     | 11     | 14     |
| Celkem za Atalantu | Celkem za Atalantu | Celkem za Atalantu | 342    | 181   | 80     | 81     | -                               | -              | 30             | 16             | 2              | 12             | -                | -                    | 66                   | 31                   | 20                   | 15                   | -                    | 439    | 228    | 102    | 109    |
| 2025/26            | Řím                | Serie A            | ?      | ?     | ?      | ?      | ?. místo                        | IP             | ?              | ?              | ?              | ?              | -                | EL                   | ?                    | ?                    | ?                    | ?                    | -                    | ?      | ?      | ?      | ?      |
| Celkově            | Celkově            | Celkově            | 746    | 342   | 184    | 220    | -                               | -              | 52             | 26             | 3              | 23             | -                | -                    | 75                   | 34                   | 22                   | 19                   | -                    | 886    | 409    | 211    | 266    |

## Úspěchy

### Hráčské
- vítěz 2. italské ligy (1x)

Pescara: 1986/87

### Trenérské
- vítěz Evropské ligy UEFA (1x)

Atalanta: 2023/24

#### Individuální
- 2× nejlepší trenér italské ligy (2019, 2020)